# Ver van huis
Ver van Huis is een Vlaams programma dat sinds 12 november 2024 wordt uitgezonden op VTM. Vier bekende Vlamingen gaan met zijn of haar zoon of dochter op pad om als eerste terug in België te geraken na een reis van 2500 kilometer. De voice-over wordt verzorgd door Vincent Fierens.

## Overzicht
| Duo's | Duo's                | Duo's | Duo's     | Duo's | Startlocatie | Huidige plaats na afl. | Huidige plaats na afl. | Huidige plaats na afl. | Huidige plaats na afl. | Huidige plaats na afl. |
| Duo's | Duo's                | Duo's | Duo's     | Duo's | Startlocatie | 1                      | 2                      | 3                      | 4                      | 5                      |
| ----- | -------------------- | ----- | --------- | ----- | ------------ | ---------------------- | ---------------------- | ---------------------- | ---------------------- | ---------------------- |
| 1     | Véronique De Kock    | 47    | Sébastien | 19    | Finland      | 1                      | 2                      | 2                      | 2                      |                        |
| 2     | Francesco Planckaert | 42    | Noa       | 16    | Marokko      | 4                      | 4                      | 3                      | 3                      |                        |
| 3     | Marc Coucke          | 59    | Chloé     | 20    | Turkije      | 3                      | 1                      | 1                      | 1                      |                        |
| 4     | Bruno Vanden Broecke | 50    | Sam       | 19    | Noorwegen    | 2                      | 3                      | 4                      | 4                      |                        |

Véronique De Kock en Sébastian zijn als eerste op het eindpunt in Borgloon en winnen de wedstrijd.

### Kijkcijfers
| Afl. | Uitzenddatum     | Kijkcijfers |
| ---- | ---------------- | ----------- |
| 1    | 12 november 2024 | 300.892     |
| 2    | 19 november 2024 | 363.244     |
| 3    | 26 november 2024 | 295.324     |
| 4    | 3 december 2024  | 265.401     |
| 5    | 10 december 2024 | 224.818     |
| 6    | 17 december 2024 | 190.766     |